# جون نيس
جون نيس (بالإنجليزية: John Ness)‏ هو فلاح أسترالي، ولد في 20 أغسطس 1871، وتوفي في 24 يناير 1947.